# Lorenzo Granetti
Lorenzo Giovanni Battista Granetti (Beinette, 20 giugno 1801 – Torino, 5 settembre 1871) è stato un medico e scrittore italiano.

## Biografia
Figlio di Giovanni Alberto e di Angela Eula e fratello di don Nicola Granetti, fu direttore nel 1848 dell'Ospedale Cottolengo, chirurgo della Real Casa e medico di re Carlo Alberto di Savoia.  Nel 1829 organizzò  l'infermeria annessa alla parrocchia del Corpus Domini in Torino voluta da Giuseppe Benedetto Cottolengo  che nel 1832 gli affidò la direzione della Piccola casa della Divina Provvidenza . Nel 1849 divenne tesoriere dell'Associazione omeopatica di Torino. Dal 1836 insegnò medicina ai missionari del collegio di Propaganda Fide a Roma. Nel 1852 fu nominato medico governativo per le terme di Acqui.  Nel 1857 fu primario all'Istituto dello Spirito Santo a Nizza. Fu redattore del Giornale di medicina omeopatica, di cui comparvero soltanto le annate 1848 e 1849. Nei suoi scritti, oltre alle sue attività clinico-scientifiche,  sono presenti informazioni di carattere storico come la decisione presa da Carlo Alberto di Savoia di costruire ad Acqui il nuovo stabilimento balneo-sanitario per indigenti. Il Granetti ricevette dal sovrano le divise dell'Ordine dei Santi Maurizio e Lazzaro.

## Opere
- Cenni sulla lebbra, Giacinto Ferrero, 1841
- Prospetto clinico-chirurgico della Piccola Casa della Divina Provvidenza sotto gli auspici di S. Vincenzo de Paoli dall'origine sino a tutto l'anno 1838 con alcune operazioni eseguite dal dottore L. G., Torino 1841
- Cenni sulle terme d'Acqui, Tipografia di Giacinto Ferrero, 1841
- La medicina specifica applicata in particolare al trattamento delle lesioniorganiche risultanti da violenza di corpi meccanici massime dai proiettili di guerra, 1848
- Guida pratica dei balneanti alla terme d'Acqui, Favale, 1853